# Вілл Трент
«Вілл Трент» (англ. Will Trent) — американський поліцейський кримінальний телесеріал, заснований на серії романів Карін Слотер. Прем'єра серіалу відбулася 3 січня 2023 року на ABC.
У квітні 2023 року серіал було продовжено на другий сезон. Прем'єра другого сезону відбулась 20 лютого 2024 року. 4 квітня 2024 року телесеріал було продовжено на третій сезон, прем'єра якого відбулася 7 січня 2025 року. В квітні 2025 року телесеріал було продовжено на четвертий сезон.

## Сюжет
Вілл Трент, якого батьки покинули в дитинстві, змушений був рости в прийомній сім'ї в Атланті, що справило на нього тривалий вплив. Незважаючи на дислексію, він виріс і став спеціальним агентом у Бюро розслідувань Джорджії (GBI). Трент має око на деталях спостереження, і це дозволило йому стати агентом GBI з найвищим рівнем розкриття справ.
Це викликало неприязнь у деяких його однолітків, а також у офіцерів Департаменту поліції Атланти (APD), що ускладнювалося тим, що APD і GBI працювали в одній офісній будівлі, оскільки Тренту доручили справу про корупцію в поліції, і її розкриття призвело до арешту кількох офіцерів. Його начальником у GBI є Аманда Вагнер, яка призначає одному з тих незадоволених офіцерів APD, Фейт Мітчелл, тимчасовий статус партнера Трента.
Він постійно перебуває в стосунках зі своєю подругою дитинства з прийомної сім'ї, детективом відділу вбивств APD Енджі Поласкі, яка працює з детективом Майклом Ормевудом. Справи Трента та Поласкі інколи збігаються, приводячи двох та їхніх партнерів у постійний контакт.

## Актори та персонажі

### Головний склад
- Рамон Родрігес — Вілл Трент
- Еріка Крістенсен — Енджі Поласкі
- Янта Річардсон — Фейт Мітчелл
- Джейк Маклафлін — Майкл Ормевуда
- Соня Сон — Аманда Вагнер

### Гість
- Дженніфер Моррісон — Ебігейл Бентлі–Кампано
- Марк-Поль Госселар — Пол Кампано

## Список сезонів
| Сезон | Епізоди | Епізоди | Оригінальний показ | Оригінальний показ |
| Сезон | Епізоди | Епізоди | Перший показ       | Останній показ     |
| ----- | ------- | ------- | ------------------ | ------------------ |
| 1     | 13      | 13      | 3 січня 2023       | 2 травня 2023      |
| 2     | 10      | 10      | 20 лютого 2024     | 21 травня 2024     |
| 3     | 18      | 18      | 7 січня 2025       | 18 травня 2025     |

## Виробництво

### Розробка
У лютому 2022 року ABC замовила пілотний фільм «Вілл Трент», заснований на серії романів Карін Слотер «Вілл Трент». Ліз Хелденс і Деніел Томсен стали сценаристами та виконавчими продюсерами, а Слотер — виконавчим продюсером, а 20th Television як студія. У серпні 2022 року ABC замовила серіал на середину сезону 2022—2023 років.

### Кастинг
Рамон Родрігес був обраний на головну роль у квітні 2022 року, а Еріка Крістенсен на роль Енджі Поласкі. У травні 2022 року Янта Річардсон була обрана на роль Фейт, Джейк Маклафлін на роль Майкла та Соня Сон на роль Аманди.

### Зйомки
Зйомки першого сезону розпочалися 10 жовтня 2022 року і завершилися 20 лютого 2023 року.